# أرض الوطى
أرض الوطى قرية في ناحية كنسبا التابعة لمنطقة الحفة في محافظة اللاذقية. بلغ عدد سكانها 694 نسمة حسب تعداد عام 2004.